# Concert 1971, Bruxelles: Théâtre 140
Concert 1971, Bruxelles: Théâtre 140 (Alternativbezeichnungen: Bruxelles 1971 oder AKT VIII) ist ein Livealbum der französischen Progressive-Rock- und Zeuhl-Gruppe Magma. Es wurde am 12. November 1971 im Théâtre 140 in Brüssel aufgezeichnet aber erst 1996 als Doppel-CD auf Seventh Records veröffentlicht. 

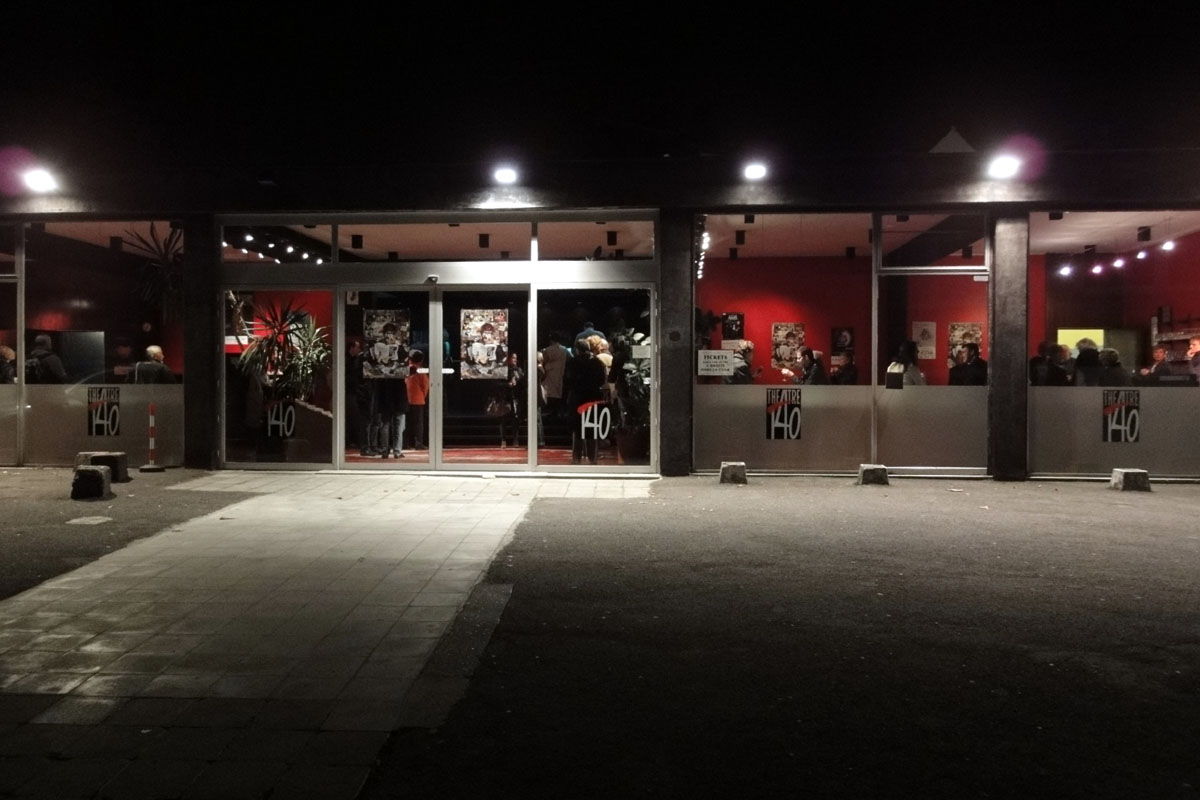
Aufnahmeort Theatre 140 in Brüssel (Foto von 2011)

Das Konzert wurde von der gleichen Besetzung wie 1001° Centigrades aufgeführt und ist das einzige Livedokument von Magma aus dieser Zeit. Es enthält Titel aus den ersten beiden Magma-Alben, Magma (1970) und 1001° Centigrades (1971), sowie zwei unveröffentlichte Stücke, Sowiloï (Soï Soï) und die erste öffentliche Aufführung Mëkanïk Kömmandöh vor Publikum, das hier in einer viel weiter entwickelten Version vorliegt, als der drei Monate zuvor aufgenommene Version auf der Themenkompilation Puissance 13+2 von 1971. Mëkanïk Kömmandöh ist hier eine der finalen Vorversionen von Magmas Hauptwerk Mekanïk Destruktïw Kommandöh.

## Titelliste
| Nr. | Titel           | Autor(en)        | Länge |
| --- | --------------- | ---------------- | ----- |
| 1.  | Stöah           | Christian Vander | 5:23  |
| 2.  | Kobaïa          | Christian Vander | 7:24  |
| 3.  | Aïna            | Christian Vander | 6:17  |
| 4.  | Rïah Sahïltaahk | Christian Vander | 19:09 |

| Nr.          | Titel             | Autor(en)        | Länge   |
| ------------ | ----------------- | ---------------- | ------- |
| 5.           | "Iss" Lanseï Doïa | Teddy Lasry      | 11:20   |
| 6.           | Ki Ïahl Ö Lïahk   | François Cahen   | 9:36    |
| 7.           | Sowiloï (Soï Soï) | Christian Vander | 6:58    |
| 8.           | Mëkanïk Kömmandöh | Christian Vander | 17:19 … |
| Gesamtlänge: | Gesamtlänge:      | Gesamtlänge:     | 83:26   |